# Список экорегионов Омана
Ниже приведен список экорегионов в Омане, как это определено Всемирным Фондом дикой природы (ВФП).

## Наземные экорегионы
Оман находится на границе между двумя земными экозонами в мире. Экозона Афротропики охватывает горную южную и восточную окраину Аравийского полуострова, а также Африку к югу от Сахары и Мадагаскара. Экозона Палеарктики охватывает внутреннюю часть Аравийского полуострова, а также умеренную Евразию и Северную Африку.

### Умеренные луга, саванны и кустарники
- Горные леса Эль-Хаджар-эль-Гарби (Афротропика)

### Пустыни и засухоустойчивые кустарники
- Пустыня Аравийского полуострова и Восточные Сахаро-Арабские засухоустойчивые кустарники (Палеарктика)
- Прибрежная туманная пустыня Аравийского полуострова (Афротропика)
- Пустыня и полупустыня Оманского залива (Афротропика)
- Нубо-синдская тропическая пустыня и полупустыня Красного моря (Палеарктика)
- Юго-западные арабские предгорные саванны (Афротропика)

## Морские экорегионы
- Оманский залив
- Западное Аравийское море